# Humboldt Park
Humboldt Park – jedna z 77 dzielnic (rejonów statystycznych) Chicago, położona w zachodniej części miasta. Nazwana na cześć Alexandra von Humboldta. Ma numer 23. Według szacunkowych danych z 2008 roku liczyła 62 153 mieszkańców. Powierzchnia dzielnicy to 3,583 mili kwadratowej (9,28 km²).
Skład etniczny: 55% Latynosów, 35% białych, 10% Afroamerykanów. W przeszłości, zwłaszcza w latach 50. i 60., większość mieszkańców stanowili Portorykańczycy. Na przełom lat 60. i 70. XX wieku przypadają czasy największej aktywności miejscowych gangów, takich jak  Latin Kings czy Maniac Latin Disciples.